# Cockapoo
Cockapoo, formalmente cockerpoo, es un perro producto de un cruce de razas de perros de cocker spaniel y poodle, generalmente de caniche en miniatura. Fue desarrollado por criadores diseñadores de perros en Estados Unidos con el objetivo de producir un perro de compañía. Se cree que la heterosis híbrida impide que el animal producto del cruce herede la mayoría de los defectos de salud de ambas razas del pedigrí paternal. Los cocker spaniels y poodles han sido deliberadamente cruzados en Estados Unidos desde la década de 1960.
Como en la mayoría de los cruces de animales, existe una gran variabilidad en las dimensiones y aspecto del cockapoo, Todos los colores o combinaciones de tales pueden encontrarse y el pelaje puede ser recto, ondulado o rizado.Los perros que pesan menos de 5.4 kg son denominados cockapoos toy; los perros que pesan entre 5.9 y 8.2 kg son cockapoos miniatura; y los perros que pesan más de 8.6 kg, cockapoos estándar.